# Dominic Frasca
Dominic Frasca (Akron, Ohio, 1967. április 5. –) amerikai klasszikus gitár-virtuóz. Leginkább egyedi tízhúros klasszikus gitárjáról ismert, mely lehetővé teszi az egymást átfedő játékmódok használatát bármiféle külső eszköz használata nélkül.
Gitártechnikája klasszikus alapokra épül, de rock elemeket is tartalmaz, mint például a hammer-on/pull-of, vagy a tapping technika.